# Patinação artística nos Jogos Olímpicos de Inverno de 2022 - Individual masculino
A competição do individual masculino da patinação artística nos Jogos Olímpicos de Inverno de 2022 foi disputada na Ginásio Indoor da Capital, localizado em Pequim, nos dias 8 e 10 de fevereiro.

## Medalhistas
| Ouro   | USA Nathan Chen   |
| Prata  | JPN Yuma Kagiyama |
| Bronze | JPN Shoma Uno     |

## Programação
Horário local (UTC+8).
| Data            | Horário | Evento         |
| --------------- | ------- | -------------- |
| 8 de fevereiro  | 9:15    | Programa curto |
| 10 de fevereiro | 9:30    | Programa longo |

## Resultados

### Programa curto
| Pos.                                 | Atletas              | País               | TSS      | TES                    | PCS                    | SS                     | TR                     | PE                     | CH                     | IN                     | Ded                    | StN |
| ------------------------------------ | -------------------- | ------------------ | -------- | ---------------------- | ---------------------- | ---------------------- | ---------------------- | ---------------------- | ---------------------- | ---------------------- | ---------------------- | --- |
| 1                                    | Nathan Chen          | USA Estados Unidos | 113.97   | 65.98                  | 47.99                  | 9.57                   | 9.39                   | 9.71                   | 9.68                   | 9.64                   | 0.00                   | 28  |
| 2                                    | Yuma Kagiyama        | JPN Japão          | 108.12   | 60.91                  | 47.21                  | 9.50                   | 9.25                   | 9.54                   | 9.46                   | 9.46                   | 0.00                   | 27  |
| 3                                    | Shoma Uno            | JPN Japão          | 105.90   | 59.05                  | 46.85                  | 9.43                   | 9.21                   | 9.36                   | 9.39                   | 9.46                   | 0.00                   | 22  |
| 4                                    | Cha Jun-hwan         | KOR Coreia do Sul  | 99.51    | 54.30                  | 45.21                  | 8.96                   | 8.93                   | 9.07                   | 9.14                   | 9.11                   | 0.00                   | 23  |
| 5                                    | Morisi Kvitelashvili | GEO Geórgia        | 97.98    | 55.69                  | 42.29                  | 8.54                   | 8.32                   | 8.54                   | 8.46                   | 8.43                   | 0.00                   | 29  |
| 6                                    | Jason Brown          | USA Estados Unidos | 97.24    | 49.95                  | 47.29                  | 9.29                   | 9.39                   | 9.54                   | 9.50                   | 9.57                   | 0.00                   | 30  |
| 7                                    | Evgeni Semenenko     | ROC                | 95.76    | 55.23                  | 40.53                  | 8.21                   | 7.93                   | 8.18                   | 8.14                   | 8.07                   | 0.00                   | 17  |
| 8                                    | Yuzuru Hanyu         | JPN Japão          | 95.15    | 48.07                  | 47.08                  | 9.43                   | 9.43                   | 9.25                   | 9.54                   | 9.43                   | 0.00                   | 21  |
| 9                                    | Keegan Messing       | CAN Canadá         | 93.24    | 49.30                  | 43.94                  | 8.93                   | 8.68                   | 8.68                   | 8.79                   | 8.86                   | 0.00                   | 26  |
| 10                                   | Kévin Aymoz          | FRA França         | 93.00    | 49.93                  | 43.07                  | 8.57                   | 8.29                   | 8.68                   | 8.71                   | 8.82                   | 0.00                   | 18  |
| 11                                   | Jin Boyang           | CHN China          | 90.98    | 51.62                  | 39.36                  | 8.07                   | 7.32                   | 8.04                   | 8.00                   | 7.93                   | 0.00                   | 5   |
| 12                                   | Daniel Grassl        | ITA Itália         | 90.64    | 48.70                  | 41.94                  | 8.29                   | 8.29                   | 8.36                   | 8.54                   | 8.46                   | 0.00                   | 25  |
| 13                                   | Matteo Rizzo         | ITA Itália         | 88.63    | 46.71                  | 41.92                  | 8.43                   | 8.21                   | 8.93                   | 8.43                   | 8.46                   | 0.00                   | 24  |
| 14                                   | Adam Siao Him Fa     | FRA França         | 86.74    | 47.28                  | 40.46                  | 8.21                   | 7.79                   | 8.14                   | 8.14                   | 8.18                   | 1.00                   | 15  |
| 15                                   | Mark Kondratiuk      | ROC                | 86.11    | 45.08                  | 41.03                  | 8.32                   | 8.00                   | 8.25                   | 8.25                   | 8.21                   | 0.00                   | 16  |
| 16                                   | Deniss Vasiļjevs     | LAT Letônia        | 85.30    | 43.08                  | 42.22                  | 8.43                   | 8.18                   | 8.46                   | 8.54                   | 8.61                   | 0.00                   | 19  |
| 17                                   | Brendan Kerry        | AUS Austrália      | 84.79    | 45.93                  | 38.86                  | 7.82                   | 7.50                   | 7.93                   | 7.79                   | 7.82                   | 0.00                   | 14  |
| 18                                   | Vladimir Litvintsev  | AZE Azerbaijão     | 84.15    | 47.14                  | 37.01                  | 7.43                   | 7.11                   | 7.50                   | 7.43                   | 7.54                   | 0.00                   | 6   |
| 19                                   | Donovan Carrillo     | MEX México         | 79.69    | 43.08                  | 36.61                  | 7.32                   | 7.11                   | 7.43                   | 7.32                   | 7.43                   | 0.00                   | 8   |
| 20                                   | Nikolaj Majorov      | SWE Suécia         | 78.54    | 41.22                  | 37.32                  | 7.46                   | 7.14                   | 7.57                   | 7.54                   | 7.61                   | 0.00                   | 2   |
| 21                                   | Konstantin Milyukov  | BLR Bielorrússia   | 78.49    | 41.92                  | 36.57                  | 7.46                   | 7.18                   | 7.32                   | 7.32                   | 7.29                   | 0.00                   | 13  |
| 22                                   | Ivan Shmuratko       | UKR Ucrânia        | 78.11    | 41.08                  | 37.03                  | 7.46                   | 7.21                   | 7.50                   | 7.43                   | 7.43                   | 0.00                   | 9   |
| 23                                   | Andrei Mozalev       | ROC                | 77.05    | 36.76                  | 41.29                  | 8.36                   | 8.18                   | 8.11                   | 8.39                   | 8.25                   | 1.00                   | 20  |
| 24                                   | Lukas Britschgi      | SUI Suíça          | 76.16    | 39.76                  | 36.40                  | 7.39                   | 7.07                   | 7.36                   | 7.29                   | 7.29                   | 0.00                   | 3   |
| Não avançaram para a patinação livre |                      |                    |          |                        |                        |                        |                        |                        |                        |                        |                        |     |
| 25                                   | Michal Březina       | CZE Chéquia        | 75.19    | 36.69                  | 39.50                  | 8.04                   | 7.71                   | 7.75                   | 8.04                   | 7.96                   | 1.00                   | 11  |
| 26                                   | Alexei Bychenko      | ISR Israel         | 68.01    | 33.02                  | 35.99                  | 7.39                   | 6.96                   | 7.18                   | 7.32                   | 7.14                   | 1.00                   | 10  |
| 27                                   | Lee Si-hyeong        | KOR Coreia do Sul  | 65.69    | 30.75                  | 35.94                  | 7.36                   | 7.04                   | 7.11                   | 7.29                   | 7.14                   | 1.00                   | 7   |
| 28                                   | Aleksandr Selevko    | EST Estônia        | 65.29    | 28.79                  | 36.50                  | 7.36                   | 7.00                   | 7.21                   | 7.50                   | 7.43                   | 0.00                   | 4   |
| 29                                   | Roman Sadovsky       | CAN Canadá         | 62.77    | 24.99                  | 37.78                  | 7.71                   | 7.39                   | 7.36                   | 7.68                   | 7.64                   | 0.00                   | 1   |
| WD                                   | Vincent Zhou         | USA Estados Unidos | desistiu | desistiu da competição | desistiu da competição | desistiu da competição | desistiu da competição | desistiu da competição | desistiu da competição | desistiu da competição | desistiu da competição | 12  |

### Patinação livre
| Pos. | Atletas              | País               | TSS    | TES    | PCS   | SS   | TR   | PE   | CH   | IN   | Ded  | StN |
| ---- | -------------------- | ------------------ | ------ | ------ | ----- | ---- | ---- | ---- | ---- | ---- | ---- | --- |
| 1    | Nathan Chen          | USA Estados Unidos | 218.63 | 121.41 | 97.22 | 9.71 | 9.54 | 9.79 | 9.71 | 9.86 | 0.00 | 24  |
| 2    | Yuma Kagiyama        | JPN Japão          | 201.93 | 107.99 | 93.94 | 9.50 | 9.18 | 9.36 | 9.50 | 9.43 | 0.00 | 23  |
| 3    | Yuzuru Hanyu         | JPN Japão          | 188.06 | 99.62  | 90.44 | 9.25 | 9.18 | 8.75 | 9.25 | 8.79 | 2.00 | 17  |
| 4    | Daniel Grassl        | ITA Itália         | 187.43 | 103.35 | 84.08 | 8.39 | 8.18 | 8.54 | 8.50 | 8.43 | 0.00 | 13  |
| 5    | Shoma Uno            | JPN Japão          | 187.10 | 96.24  | 91.86 | 9.32 | 9.07 | 9.04 | 9.29 | 9.21 | 1.00 | 22  |
| 6    | Jason Brown          | USA Estados Unidos | 184.00 | 87.66  | 96.34 | 9.46 | 9.50 | 9.75 | 9.64 | 9.82 | 0.00 | 19  |
| 7    | Cha Jun-hwan         | KOR Coreia do Sul  | 182.87 | 93.59  | 90.28 | 9.07 | 8.96 | 8.93 | 9.11 | 9.07 | 1.00 | 21  |
| 8    | Jin Boyang           | CHN China          | 179.45 | 97.23  | 82.22 | 8.43 | 7.79 | 8.50 | 8.18 | 8.21 | 0.00 | 14  |
| 9    | Evgeni Semenenko     | ROC                | 178.37 | 94.81  | 83.56 | 8.46 | 8.11 | 8.43 | 8.39 | 8.39 | 0.00 | 18  |
| 10   | Keegan Messing       | CAN Canadá         | 172.37 | 84.13  | 88.24 | 8.93 | 8.61 | 8.86 | 8.86 | 8.86 | 0.00 | 16  |
| 11   | Morisi Kvitelashvili | GEO Geórgia        | 170.64 | 85.92  | 84.72 | 8.46 | 8.36 | 8.50 | 8.54 | 8.50 | 0.00 | 20  |
| 12   | Deniss Vasiļjevs     | LAT Letônia        | 167.41 | 84.75  | 83.66 | 8.32 | 8.11 | 8.36 | 8.50 | 8.54 | 1.00 | 9   |
| 13   | Adam Siao Him Fa     | FRA França         | 163.41 | 81.69  | 82.72 | 8.36 | 7.93 | 8.32 | 8.36 | 8.39 | 1.00 | 11  |
| 14   | Mark Kondratiuk      | ROC                | 162.71 | 80.15  | 83.56 | 8.50 | 8.14 | 8.21 | 8.50 | 8.43 | 1.00 | 10  |
| 15   | Kévin Aymoz          | FRA França         | 161.80 | 76.60  | 86.20 | 8.68 | 8.46 | 8.57 | 8.68 | 8.71 | 1.00 | 15  |
| 16   | Brendan Kerry        | AUS Austrália      | 160.01 | 83.51  | 76.50 | 7.79 | 7.36 | 7.71 | 7.71 | 7.68 | 0.00 | 8   |
| 17   | Matteo Rizzo         | ITA Itália         | 158.90 | 76.92  | 82.98 | 8.32 | 8.07 | 8.21 | 8.50 | 8.39 | 1.00 | 12  |
| 18   | Andrei Mozalev       | ROC                | 156.28 | 79.48  | 78.80 | 8.04 | 7.82 | 7.61 | 8.07 | 7.86 | 2.00 | 2   |
| 19   | Vladimir Litvintsev  | AZE Azerbaijão     | 155.04 | 80.76  | 74.28 | 7.57 | 7.18 | 7.50 | 7.46 | 7.43 | 0.00 | 7   |
| 20   | Konstantin Milyukov  | BLR Bielorrússia   | 143.73 | 71.35  | 72.38 | 7.36 | 7.04 | 7.18 | 7.36 | 7.25 | 0.00 | 4   |
| 21   | Nikolaj Majorov      | SWE Suécia         | 142.24 | 67.60  | 74.64 | 7.57 | 7.18 | 7.50 | 7.50 | 7.57 | 0.00 | 5   |
| 22   | Donovan Carrillo     | MEX México         | 138.44 | 66.56  | 72.88 | 7.32 | 7.04 | 7.29 | 7.36 | 7.43 | 1.00 | 6   |
| 23   | Lukas Britschgi      | SUI Suíça          | 136.42 | 64.72  | 71.70 | 7.32 | 6.96 | 7.07 | 7.29 | 7.21 | 0.00 | 1   |
| 24   | Ivan Shmuratko       | UKR Ucrânia        | 127.65 | 57.17  | 71.48 | 7.36 | 6.96 | 6.96 | 7.21 | 7.25 | 1.00 | 3   |

### Geral
| 01 !                                 | Nathan Chen          | USA Estados Unidos  | 332.60 | 113.97 | 1  | 218.63 | 1  |
| 02 !                                 | Yuma Kagiyama        | JPN Japão           | 310.05 | 108.12 | 2  | 201.93 | 2  |
| 03 !                                 | Shoma Uno            | JPN Japão           | 293.00 | 105.90 | 3  | 187.10 | 5  |
| 4                                    | Yuzuru Hanyu         | JPN Japão           | 283.21 | 95.15  | 8  | 188.06 | 3  |
| 5                                    | Cha Jun-hwan         | KOR Coreia do Sul   | 282.38 | 99.51  | 4  | 182.87 | 7  |
| 6                                    | Jason Brown          | USA Estados Unidos  | 281.24 | 97.24  | 6  | 184.00 | 6  |
| 7                                    | Daniel Grassl        | ITA Itália          | 278.07 | 90.64  | 12 | 187.43 | 4  |
| 8                                    | Evgeni Semenenko     | ROC                 | 274.13 | 95.76  | 7  | 178.37 | 9  |
| 9                                    | Jin Boyang           | CHN China           | 270.43 | 90.98  | 11 | 179.45 | 8  |
| 10                                   | Morisi Kvitelashvili | GEO Geórgia         | 268.62 | 97.98  | 5  | 170.64 | 11 |
| 11                                   | Keegan Messing       | CAN Canadá          | 265.61 | 93.24  | 9  | 172.37 | 10 |
| 12                                   | Kévin Aymoz          | FRA França          | 254.80 | 93.00  | 10 | 161.80 | 15 |
| 13                                   | Deniss Vasiļjevs     | LAT Letônia         | 252.71 | 85.30  | 16 | 167.41 | 12 |
| 14                                   | Adam Siao Him Fa     | FRA França          | 250.15 | 86.74  | 14 | 163.41 | 13 |
| 15                                   | Mark Kondratiuk      | ROC                 | 248.82 | 86.11  | 15 | 162.71 | 14 |
| 16                                   | Matteo Rizzo         | ITA Itália          | 247.53 | 88.63  | 13 | 158.90 | 17 |
| 17                                   | Brendan Kerry        | AUS Austrália       | 244.80 | 84.79  | 17 | 160.01 | 16 |
| 18                                   | Vladimir Litvintsev  | AZE Azerbaijão      | 239.19 | 84.15  | 18 | 155.04 | 19 |
| 19                                   | Andrei Mozalev       | ROC                 | 233.33 | 77.05  | 23 | 156.28 | 18 |
| 20                                   | Konstantin Milyukov  | BLR Bielorrússia    | 222.22 | 78.49  | 21 | 143.73 | 20 |
| 21                                   | Nikolaj Majorov      | SWE Suécia          | 220.78 | 78.54  | 20 | 142.24 | 21 |
| 22                                   | Donovan Carrillo     | MEX México          | 218.13 | 79.69  | 19 | 138.44 | 22 |
| 23                                   | Lukas Britschgi      | SUI Suíça           | 212.58 | 76.16  | 24 | 136.42 | 23 |
| 24                                   | Ivan Shmuratko       | UKR Ucrânia         | 205.76 | 78.11  | 22 | 127.65 | 24 |
| Não avançaram para a patinação livre |                      |                     |        |        |    |        |    |
| 25                                   | Michal Březina       | CZE República Checa |        | 75.19  | 25 |        |    |
| 26                                   | Alexei Bychenko      | ISR Israel          |        | 68.01  | 26 |        |    |
| 27                                   | Lee Si-hyeong        | KOR Coreia do Sul   |        | 65.69  | 27 |        |    |
| 28                                   | Aleksandr Selevko    | EST Estônia         |        | 65.29  | 28 |        |    |
| 29                                   | Roman Sadovsky       | CAN Canadá          |        | 62.77  | 29 |        |    |
| WD                                   | Vincent Zhou         | USA Estados Unidos  |        |        |    |        |    |

Legenda
| Recorde mundial      | Recorde mundial (World record)               |                       | Recorde africano                      | Recorde africano (African) |                                           | Q | Classificado por posição (Qualified) |
| Recorde olímpico     | Recorde olímpico (Olympic record)            | Recorde da América    | Recorde da América (Americas)         | q                          | Classificado por melhor tempo (Qualified) |   |                                      |
| Melhor marca do ano  | Melhor marca do ano (World leading)          | Recorde asiático      | Recorde asiático (Asian)              | DNS                        | Não largou (Did not start)                |   |                                      |
| Recorde nacional     | Recorde nacional (National record)           | Recorde europeu       | Recorde europeu (European)            | DNF                        | Não terminou (Did not finish)             |   |                                      |
| Recorde pessoal      | Recorde pessoal do atleta (Personal best)    | Recorde da Oceania    | Recorde da Oceania (Oceania)          | DSQ / DQ                   | Desclassificado (Disqualified)            |   |                                      |
| Recorde da temporada | Recorde da temporada do atleta (Season best) | Recorde sul-americano | Recorde sul-americano (South America) | NM                         | Sem marca (No mark)                       |   |                                      |